# Кверча (Маса-Карара)
Кверча је насеље у Италији у округу Маса-Карара, региону Тоскана.
Према процени из 2011. у насељу је живело 186 становника. Насеље се налази на надморској висини од 181 м.